# Leopoldo Rabate Estopier
Gral. Leopoldo Rabatté  Estopier fue un militar mexicano que participó en la Revolución mexicana. Nació en Tamiahua, Veracruz, el 24 de mayo de 1894. Realizó sus estudios en Jalapa (Veracruz). En 1913 se incorporó al movimiento constitucionalista y luego se adhirió a las fuerzas comandadas por el general Manuel Peláez en la Huasteca veracruzana, combatiendo a los carrancistas. Obtuvo el grado de general. Reconoció al gobierno en 1920, jefaturando algunas guarniciones y siendo Jefe de Policía en Orizaba. En 1925 se le otorgó el grado de general de brigada y se le nombró Jefe de operaciones militares en el estado de Morelos.